# Matnia
Matnia (fr. Cul-de-Sac) – brytyjski czarno-biały film fabularny zrealizowany w 1966 roku. Jest gangsterską groteską, wyreżyserowaną przez Romana Polańskiego.
Matnia to drugi, po Wstręcie, brytyjski film Polańskiego. Francuskie idiomatyczne wyrażenie „cul-de-sac” („ślepy zaułek”) odnosi się do sytuacji bez wyjścia. W wersji roboczej film nosił tytuł Czekając na Katelbacha względnie Jeśli przyjdzie Katelbach (dosłownie pod takim tytułem – Wenn Katelbach kommt – film był wyświetlany w Niemczech). „Katelbach” to postać, której nazwisko wymieniane jest w filmie wielokrotnie, jednak nie pojawia się na ekranie. Jeden z przyjaciół Polańskiego, który wystąpił w jego filmie Gruby i chudy, to Andrzej Katelbach.
Polska premiera odbyła się w maju 1967 roku podwójnym pokazie z wycinankową animacją Wszystko jest liczbą Stefana Schabenbecka z 1966 roku

## Opis fabuły
Dwaj ranni gangsterzy w podeszłym wieku, Dickie i Albie, uciekający przed policją po nieudanym rabunku, znajdują schronienie w zamku znajdującym się na odległej wysepce Lindisfarne. Gospodarz zamku, zniewieściały i neurotyczny George oraz jego młoda atrakcyjna żona Teresa, początkowo poddają się rozkazom Dickiego, który czeka na posiłki od swojego szefa, tajemniczego Katelbacha.

## Obsada
- Donald Pleasence – George
- Françoise Dorléac – Teresa
- Lionel Stander – Dickie
- Jack MacGowran – Albie
- Jacqueline Bisset – Jacqueline
- Iain Quarrier – Christopher

## Nagrody
- 1966: nagroda Złotego Niedźwiedzia na festiwalu w Berlinie